# Kenneth A. Minihan
Kenneth A. Minihan, né le 31 décembre 1943, est un lieutenant général américain de l'United States Air Force qui a occupé le poste de directeur de la Defense Intelligence Agency de 1995 à 1996 avant de devenir directeur de la NSA de février 1996 à mars 1999.

## Biographie
Kenneth A. Minihan obtient un BA en science politique de l'université d'État de Floride en 1966, année où il rentre dans l'United States Air Force. Après avoir suivi des formations à la Maxwell Air Force Base, au Naval Postgraduate School et à l'Air War College et avoir exercé diverses fonctions dans le renseignement (particulièrement dans le renseignement d'origine électromagnétique), il est nommé directeur de la Defense Intelligence Agency (DIA) en 1995. Arrivé à ce poste en plein milieu des guerres de Yougoslavie, Minihan n'y est cependant pas resté longtemps étant donné qu'il est devenu, moins d'un an après sa nomination à la tête de la DIA, directeur de la National Security Agency. Il dirigera donc la NSA de 1996 à 1999, année où il a pris sa retraite de l'armée, après plus de 30 ans de service actif, afin d'entamer une carrière dans le privé. Minihan a également fait partie de nombreux conseils, think tank et commissions gouvernementales,.

## Promotion
- - 1er septembre 1995 - (Lieutenant général)

## Décorations
- Defense Distinguished Service Medal
- Legion of Merit
- Bronze Star
- Defense Meritorious Service Medal
- Meritorious Service Medal
- National Defense Service Medal
- Vietnam Service Medal